# 碧眼樹蛙
碧眼樹蛙（学名：Kurixalus berylliniris），又名碧眼原指樹蛙，为树蛙科原指樹蛙屬的一種，碧眼樹蛙是2016年從艾氏樹蛙分出來的新種，模式產地在臺東縣卑南鄉利嘉林道，

## 分佈
其主要棲息於台灣海拔225—1,250（738—4,101英尺）山區潮濕的灌木叢或草原。

## 描述
公蛙體長29—42.3（1.14—1.67英寸）、母蛙體長27.6—46.3（1.09—1.82英寸）。此種體色變化較大，體色可從短時間內淡褐色變化到綠色。皮膚上有許多顆粒狀的突起，四肢外側的顆粒突起則為白色。背部有一個呈X或H型的深色斑紋，小腿和足部相接處的有明顯的白點。雄蛙有單一外鳴囊。
與艾氏樹蛙跟王氏樹蛙不同的是，有些個體眼睛虹膜會呈現翠綠色。且手掌內掌突大而明顯，雄性婚墊扁平肥大。

## 生態
碧眼樹蛙為樹棲夜行性蛙類。習性與艾氏與王氏樹蛙相近，有於樹洞中產卵、雌雄親代會護巢、雌蛙會產下未受精卵供蝌蚪食用等特殊生殖習性。但這三種樹蛙的主要繁殖季節不同，雄蛙於繁殖求偶時的鳴叫聲也有顯著差異。
生態習性和艾氏樹蛙一樣，雄蛙會躲到有水的竹筒或樹洞內鳴叫，叫聲是較規律的「逼逼、逼逼」。九月至次年三月是主要的繁殖期。

## 保护
本种于2023年被收录入《有重要生态、科学、社会价值的陆生野生动物名录》。